# Liste der Monuments historiques in Belleville (Meurthe-et-Moselle)
Die Liste der Monuments historiques in Belleville führt die Monuments historiques in der französischen Gemeinde Belleville auf.

## Liste der Immobilien
| Bezeichnung       | Beschreibung           | Standort               | Kennzeichnung | Schutzstatus | Datum | Bild           |
| ----------------- | ---------------------- | ---------------------- | ------------- | ------------ | ----- | -------------- |
| Kirche St-Étienne | ab dem 15. Jahrhundert | Rue de l’Église (Lage) | PA54000060    | Inscrit      | 2004  | weitere Bilder |

## Liste der Objekte
| Bezeichnung                             | Beschreibung                                                                            | Standort                        | Kennzeichnung | Schutzstatus | Datum | Bild |
| --------------------------------------- | --------------------------------------------------------------------------------------- | ------------------------------- | ------------- | ------------ | ----- | ---- |
| Johannes-der-Täufer-Altar               | Altartisch, Retabel und Gemälde; Holz, farbig gefasst, sowie Ölfarbe auf Leinwand, 1770 | in der Kirche St-Étienne (Lage) | PM54000056    | Classé       | 1983  |      |
| Skulptur Heiliger Stephan               | Stein, farbig gefasst, um 1430                                                          | in der Kirche St-Étienne (Lage) | PM54000054    | Classé       | 1966  |      |
| Skulptur Johannes der Täufer            | Stein, farbig gefasst, 1720 von Louis Menuet                                            | in der Kirche St-Étienne (Lage) | PM54000053    | Classé       | 1966  |      |
| Relief Kreuzigung                       | Kalkstein, bezeichnet 1579                                                              | in der Kirche St-Étienne (Lage) | PM54001404    | Inscrit      | 2002  |      |
| Rosenkranzaltar                         | Altartisch, Retabel und Gemälde; Holz, farbig gefasst, sowie Ölfarbe auf Leinwand, 1712 | in der Kirche St-Étienne (Lage) | PM54000055    | Classé       | 1984  |      |
| Tabernakel und Gemälde Heiliger Stephan | Holz, vergoldet, sowie Ölfarbe auf Leinwand; das Gemälde von 1770                       | in der Kirche St-Étienne (Lage) | PM54001403    | Inscrit      | 1996  |      |